# MAS-49
El MAS-49 es un fusil semiautomático francés que reemplazó a los diversos fusiles de cerrojo en servicio en las fuerzas armadas francesas como fusil estándar, siendo producido desde 1949. Fue diseñado y fabricado por la fábrica estatal MAS. La designación formal del MAS-49 en el Ejército francés era Fusil Semi-automatique de 7,5mm Modele 1949 (Fusil semiautomático de 7,5 mm Modelo 1949). El MAS-49 fue producido en cantidades limitadas (20.600 unidades), mientras que el más corto y ligero MAS-49/56 fue producido en masa (275.240 unidades) y suministrado a todas las ramas del Ejército francés. En general, los fusiles MAS-49 y MAS-49/56 se ganaron la reputación de ser precisos, fiables y sencillos de mantener en ambientes adversos. Todos los fusiles MAS-49 y MAS-49/56 tienen un riel en el lado izquierdo de sus cajones de mecanismos para instalar una mira telescópica. Ambos fusiles fueron reemplazados en 1979 por el fusil de asalto FAMAS. 

## Historia
El MAS-49 surgió después de una serie de pequeñas mejoras en su diseño. Hoy en día, esto se llama desarrollo en espiral, donde pequeños elementos son cambiados en modelos sucesivos, en lugar de efectuar grandes cambios de importancia. Este fusil semiautomático francés evolucionó a partir del prototipo MAS-38/39 y del MAS-40, que entraron en servicio limitado en marzo de 1940, y finalmente del MAS-44 de posguerra y sus variantes 44A, 44B y 44C. A pesar de que en enero de 1945 se ordenaron 50.000 fusiles MAS-44, solamente 6.200 fueron suministrados a la Armada francesa. El MAS-49 fue formalmente adoptado por el Ejército francés en julio de 1949. Como fusil estándar, reemplazó a la variada colección de anticuados fusiles de cerrojo (MAS-36, Lee-Enfield No 4, M1917 Enfield, Berthier y Mauser 98k) que estaban en servicio francés después de la Segunda Guerra Mundial. Fue muy empleado por los soldados franceses en las últimas etapas de la guerra de Indochina, así como durante la guerra de Independencia de Argelia y la Guerra del Sinaí.
En 1957 se introdujo una versión mejorada, llamada MAS-49/56, que incorporaba las lecciones aprendidas durante su empleo en Argelia, Indochina y la crisis del Canal de Suez. El fusil fue acortado y aligerado para mejorar su movilidad con las tropas mecanizadas y aerotransportadas, agregándosele un cuchillo-bayoneta. El adaptador lanzagranadas integrado del MAS-49 fue reemplazado por un freno de boca/bocacha lanzagranadas que podía lanzar las granadas de fusil de 22 mm estándar de la OTAN. El fusil también incorpora un alza lanzagranadas que está acoplada a la base del punto de mira y una válvula de gas que evita el ingreso de los gases al tubo cuando se lanzan granadas de fusil con cartuchos de fogueo.
Se hicieron intentos de reemplazar al MAS-49, en la forma de los fusiles de combate MAS-54 y FA-MAS Tipo 62, que empleaban el cartucho 7,62 x 51 OTAN, pero ninguno de ellos tuvo éxito. La producción del MAS-49/56 cesó en 1978 y fue reemplazado por el fusil de asalto bullpup FAMAS de 5,56 mm. El MAS-49/56 fue retirado de servicio en 1990. Aunque solamente se fabricaron 20.600 fusiles MAS-49, el MAS-49/56 fue producido en masa, alcanzando un total de 275.240 fusiles entre 1957 y 1978.

## Características técnicas

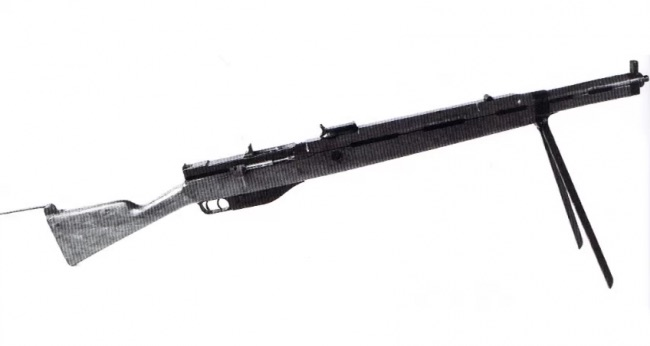
El fusil automático experimental Rossignol ENT.

El sistema de empuje directo accionado por gas fue aplicado por primera vez en 1901 a un fusil semiautomático experimental (el ENT B-5), diseñado por Rossignol para el Ejército francés (por definición, el sistema de empuje directo no tiene un cilindro y pistón para gases). Aunque varios prototipos experimentales que empleaban un cerrojo oscilante y empuje directo habían sido probados por MAS desde 1924, el precursor de la serie de fusiles semiautomáticos MAS de 7,5 mm fue el MAS-38/39. Fue probado con éxito en marzo de 1939, poco antes de la Segunda Guerra Mundial, siendo seguido en mayo de 1940 por el casi idéntico MAS-40. Entre otros diseños que utilizan el empuje directo figuran el fusil semiautomático sueco Ag m/42, adoptado en 1942, y el fusil de asalto estadounidense M16, adoptado en 1963. En el sistema del MAS-49, el gas es captado desde una toma situada sobre el cañón y dirigido hacia una depresión cilíndrica ubicada sobre la parte delantera del portacerrojo. El sistema tiene la ventaja de no acumular hollín sobre el cerrojo, pieza aparte que está situada debajo del portacerrojo. Todos los fusiles semiautomático MAS de 7,5 mm tienen cerrojos oscilantes con tetones de acerrojado en su parte posterior, como el de la ametralladora Colt-Browning M1895, el fusil automático Browning, los fusiles semiautomáticos experimentales MAS-24 al MAS-28 y los fusiles semiautomáticos SVT-38 (1938) y SVT-40.
El mismo cargador extraíble de 10 cartuchos puede emplearse en los fusiles MAS-44, MAS-49 y MAS-49/56. El primigenio fusil MAS-40 (1940) tenía un depósito interno fijo de 5 cartuchos en su cajón de mecanismos, al igual que el fusil de cerrojo MAS-36. Finalmente, el MAS-49 y el MAS-49/56 fueron equipados con un riel en el lado izquierdo del cajón de mecanismos. Este permite la instalación inmediata de una mira telescópica "Modele 1953" APX L806 (SOM), deslizándola en su lugar y después fijándola con una pequeña palanca de presión. El MAS-49 y el MAS-49/56 pueden impactar consistentemente blancos individuales del tamaño de un hombre hasta 400 m, empleando el alza ajustable y hasta 800 m con la mira telescópica APX 806L. El ánima está avellanada en la boca del cañón para proteger el estriado y conservar la precisión. El cañón es flotante.
El sistema de empuje directo del MAS-49 redujo el número de piezas móviles del cerrojo a solo 6: el portacerrojo, el cerrojo oscilante con acerrojado posterior que lleva el extractor, el eyector y el percutor, y finalmente el muelle de retroceso. Solo se necesitan unos cuantos segundos para desensamblar completamente el mecanismo del cerrojo para limpiarlo. El MAS-49 tiene una reputación de fiabilidad en condiciones de poco mantenimiento, a veces siendo limpiado con nada más que trapos y aceite de motor. El fusil también puede soportar ser empleado en condiciones ambientales adversas (los fusiles MAS-49 fueron empleados en Argelia, Yibuti, Indochina y Guyana Francesa).
Los fusiles MAS-49 producidos para Siria se distinguen del modelo estándar francés, porque tienen una bayoneta de pincho idéntica a la del MAS-36.

## Importación de fusiles sobrantes a Estados Unidos

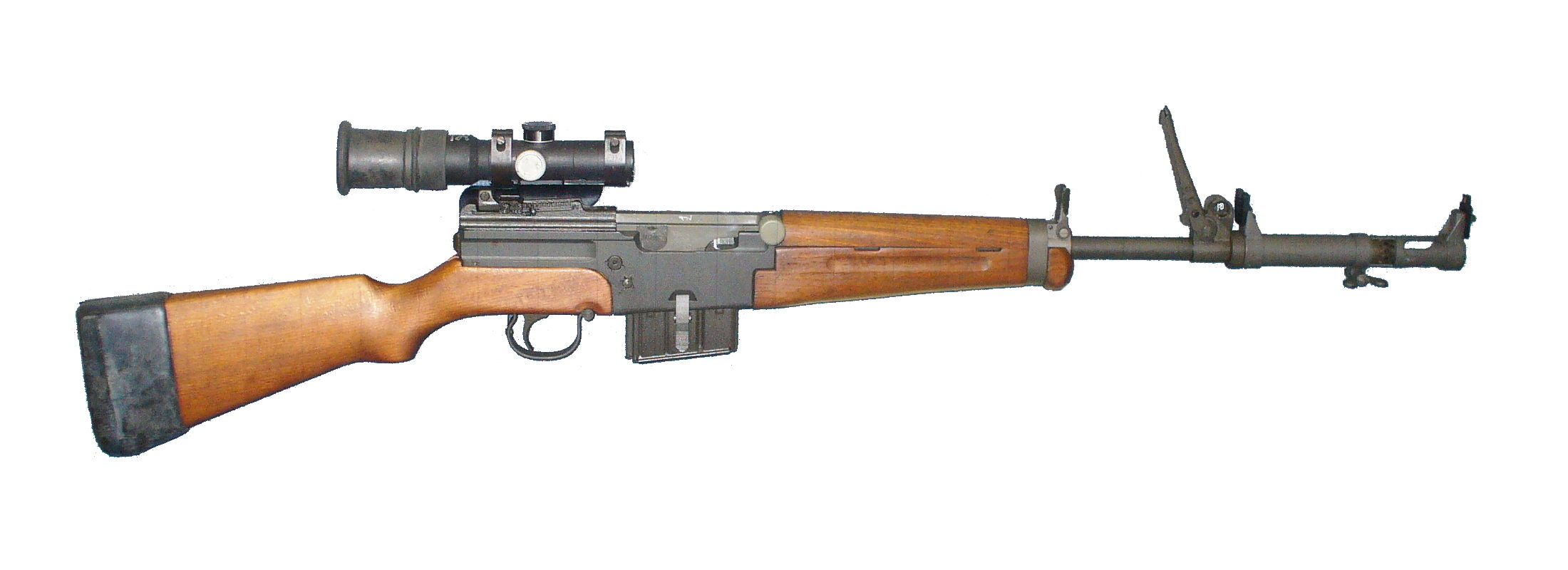
Un MAS-49/56 con mira telescópica APX (SOM) y punto de mira nocturno/apagallamas, alza para lanzar granadas y válvula de gas desplegados.

Varios fusiles MAS-49/56 fueron importados como sobrantes a Estados Unidos, donde fueron recalibrados por la Century Arms International para emplear el cartucho 7,62 x 51 OTAN. Sin embargo, varios reportes de usuarios han resaltado que estas conversiones fueron frecuentemente insatisfactorias (dando origen a bloqueos y disparos accidentales) debido a mano de obra imperfecta. Además, el acortamiento del cañón para su recalibrado acerca la toma de gases a la recámara, creando una mayor tensión en el portacerrojo. Aparte de las conversiones de la Century Arms, aproximadamente 250 fusiles MAS-49/56 fueron recalibrados en Francia para emplear el cartucho 7,62 x 51 OTAN y suministrados a la Policía francesa. Estos fusiles no han tenido los problemas de fiabilidad que aquejaron a los modificados por Century Arms.
Se sabe que los cartuchos comerciales 7,5 x 54 Francés fabricados en otros países y no en Francia producen disparos en cadena (2 o 3 cartuchos a la vez), debido a que tienen fulminantes más sensibles. Los percutores pesados de acero originales del MAS-49 y el MAS-49/56 pueden ser reemplazados por percutores comerciales de titanio, que son mucho más ligeros y generalmente resuelven el problema de disparos en cadena de estas armas. También es posible prevenir estos disparos en cadena acortado aproximadamente 0,5 mm del percutor, o modificando el cerrojo para introducir un muelle recuperador del percutor.

## Usuarios
- Argelia[1]
- Francia[1]
- Líbano[4]
- Mónaco: Es empleado por la Compañía de Carabineros del Príncipe.[5]
- Siria[4]
- Vietnam[6]